# I Want You (película)
I Want You es una película británica de 1998 dirigida por Michael Winterbottom y protagonizada por Rachel Weisz y Alessandro Nivola. Narra la historia de Martin, un exconvicto que regresa a casa y se entera de que Helen, su novia cuando fue encarcelado, está saliendo con alguien. A pesar de esto, Martin empieza a acecharla constantemente.

## Reparto
- Rachel Weisz como Helen.
- Alessandro Nivola como Martin.
- Luka Petrušić como Honda.
- Labina Mitevska como Smokey.
- Ben Daniels como Bob.
- Carmen Ejogo como Amber.